# Los Barrios de Bureba
Los Barrios de Bureba  es la denominación de una villa y de un municipio, código INE-043, partido judicial de Briviesca, comarca de Bureba, provincia de Burgos, comunidad autónoma de Castilla y León (España).

## Geografía
Integrado en la comarca de La Bureba, se sitúa a 54 kilómetros de la capital burgalesa. El término municipal está atravesado por la carretera nacional N-232, entre los pK 493 y 494, por la carretera autonómica CL-632 (Briviesca-Oña) y por carreteras locales que permiten la comunicación con Oña y Vileña. El relieve del municipio está definido por la llanura surcada por el  río Oca y el río Matapán, los cuales se unen en el municipio. La altitud oscila entre los 730 metros al noroeste y los 620 metros a orillas del río Oca. El pueblo se alza a 633 metros sobre el nivel del mar. Por el sur existen dos cerros aislados, el Alto de las Viñas (661 metros) y el cerro San Pedro (681 metros). 
| Noroeste: Oña                | Norte: Oña y Navas de Bureba | Nordeste: Quintanaélez              |
| Oeste: Oña y Llano de Bureba |                              | Este: La Vid de Bureba              |
| Suroeste: Piérnigas          | Sur: Quintanabureba          | Sureste: Vileña y Aguilar de Bureba |

## Historia
Villa, en la cuadrilla de La Vid, una de las siete en que se dividía la Merindad de Bureba perteneciente al  partido de  Bureba.  jurisdicción de señorío ejercida por el conde de la Revilla quien nombraba su regidor pedáneo.
A la caída del Antiguo Régimen queda constituida como ayuntamiento constitucional del mismo nombre en el partido  Briviesca, región de Castilla la Vieja, contaba entonces con 208 habitantes.

### Descripción en el Diccionario Madoz
Así se describe a Los Barrios de Bureba en el tomo IV del Diccionario geográfico-estadístico-histórico de España y sus posesiones de Ultramar, obra impulsada por Pascual Madoz a mediados del siglo XIX:

BARRIOS DE BUREBA (LOS): villa con ayuntamiento en la provincia, diócesis, audiencia territorial y capitanía general de Burgos (8 leguas), partido judicial de Briviesca (2 ½); Situada en una llanura alegre y pintoresca; está combatida por todos los vientos, y goza de un clima muy templado y sano, sin padecerse por lo regular otras enfermedades que algunas calenturas o tercianas; tiene de 70 a 74 casas de un solo piso, de mala construcción y sin formar calles, una para las reuniones del ayuntamiento, en la que también se halla la cárcel; una escuela de primeras letras concurrida por 34 discípulos, cuyo maestro está dotado con 26 fanegas de trigo; dos fuentes en el pueblo y varias en su término, de buenas aguas, y una iglesia parroquial bajo la advocación de San Pedro Apóstol, servida por un cura párroco y otro beneficiado; hay también 3 ermitas fuera de la población dedicadas a San Facundo, San Roque y la Magdalena; confina N Laparte, E Cornudilla, S Piérnigas y O Terrazos; en él se encuentra una granja en tierra correspondiente a un labrador, llamada de Royales, que perteneció al extinguido monasterio de Oña; el terreno es de primera, segunda y tercera clase, encontrándose un monte titulado el Carrascal por estar poblado de carrascos. Por las inmediaciones de la población pasa el río Oca, sobre el cual se ven dos puentes, uno de piedra con dos arcos de buena construcción denominado puente del Canto, y otro de madera, que llaman de las Cuevas. Riega también su término un arroyo conocido con el nombre de San Fagún, sobre cuyas aguas hay un pontón construido de losas; otro titulado Marmareduelo, que tiene origen entre la villa que se describe, Piérnigas y Movilla; y finalmente otro llamado de Navas Las Huertas, con otro pontoncito de madera cada uno para su tránsito; los caminos son de pueblo a pueblo en buen estado, y la correspondencia se recibe de Briviesca por los interesados; Producciones: trigo alaga y blanquillo, cebada, comuña, legumbres, manzanas, peras, ciruelas, algún vino y algo de maíz; ganado lanar, vacuno y yeguar; caza de liebres, conejos, perdices, codornices y ánades, y pesca de anguilas, truchas, barbos y otros peces menores; la industria se reduce a las labores del campo y a un molino harinero de dos ruedas. Población: 58 vecinos, 208 almas. Capital productivo: 1.262.200 reales. Imponible: 117.092. Contribución: 5.169 reales 6 maravedíes; el presupuesto municipal asciende a 1.600 reales, y se cubre con el producto de propios y por repartimiento entre los vecinos.
Diccionario geográfico-estadístico-histórico de España y sus posesiones de Ultramar

## Demografía
Los Barrios de Bureba cuenta con una población de 178 habitantes (INE 2024).
| Gráfica de evolución demográfica de Los Barrios de Bureba entre 1842 y 2021 |
| |
| Población de derecho según los censos de población del INE Población de hecho según los censos de población del INEEntre el censo de 1981 y el anterior, crece el término del municipio porque incorpora a Solduengo y Las Vesgas. |

### Población por núcleos
| Núcleos               | Habitantes (2000) | Habitantes (2010) |
| --------------------- | ----------------- | ----------------- |
| Los Barrios de Bureba | 120               | 109               |
| Barrio de Díaz Ruiz   | 31                | 25                |
| Las Vesgas            | 45                | 32                |
| Solduengo             | 30                | 15                |
| Terrazos              | 40                | 45                |

## Patrimonio
Iglesia parroquial, ermita de San Facundo, de estilo románico y popularmente conocida como Sanfagún, en sus alrededores se encuentra un museo etnográfico de utensilios, herramientas y maquinaria agrícola.
La ermita de San Fagún fue declarada Bien de Interés Cultural en la categoría de Monumento el 1 de junio de 1983.

## Fiestas y costumbres
El 29 de junio festividad de los santos Pedro y Pablo.
Primer fin de semana de agosto, fiestas de Acción de Gracias.

## Parroquia
Iglesia parroquial católica de San Pedro Apóstol en el arcipestrazgo de Oca-Tirón, diócesis de Burgos. Dependen las siguientes localidades :
| - Aguilar de Bureba - Cornudilla | - Hermosilla - Quintanillabón | - Terrazos - Las Vesgas | - Vileña de Bureba |  |